# منتخب النمسا لاتحاد الرغبي للسيدات
منتخب النمسا لاتحاد الرغبي للسيدات (بالألمانية: Österreichische Rugby-Union-Nationalmannschaft der Frauen )‏ هو ممثل النمسا الرسمي في المنافسات الدولية في اتحاد الرغبي للسيدات. تأسس في 5 يونيو 2004.